# Dubňany
Dubňany (tjekkisk udtale: [ˈdubɲanɪ]) er en by i distriktet Hodonín i regionen Sydmæhren i Tjekkiet med omkring 6.300 indbyggere.

## Geografi
Dubňany ligger omkring 7 km  nord for Hodonín i et fladt landskab i Nedre Moravadalen. Kyjovka-floden løber vest for byen og forsyner flere fiskedamme. Jaroševický-dammen har et areal på næsten 100 hektar og er en af de største vandområder i regionen.

## Historie
Den første skriftlige omtale af Dubňany er fra 1349. Dubňany blev økonomisk betydningsfuld i det 19. århundrede, da kulminedrift og glasfremstilling udviklede sig. Den blev forfremmet til en by i 1964.